# Dichotomius glaucus
Dichotomius glaucus là một loài bọ cánh cứng trong họ Bọ hung (Scarabaeidae).